# حاجز أبهري رئوي
يتكون حاجز الشريان الأورطي (المعروف أيضا باسم الحاجز اللولبي، أو الحاجز الأبهرى في النصوص القديمة) من النمور العصبية، وبالتحديد القمة العصبية القلبية، ويفصل بنشاط الشريان الأورطي والشرايين الرئوية والصمامات مع الحاجز بين البطينين داخل القلب أثناء نمو القلب.

## البناء
في القلب النامي، ينقسم الجذع الشرياني والبوصلة بواسطة الحاجز الأبهر، مما يعطيه مظهرًا ثلاثي الأجزاء:
1. مشروعان سميكان يشبهان امتداد القاع إلى تجويف الأنبوب، حيث يؤديان إلى زيادة في الحجم، ثم يلتقيان في النهاية ويلتحمان لتشكيل الحاجز. يأخذ هذا الحاجز مسارًا حلزونيًا نحو الطرف القريب من الجذع الشرياني. يقسم الجزء البعيد من الجذع إلى وعاءين: الشريان الأورطي والشريان الرئوي. يقع الوعاءان جنبًا إلى جنب في الجزء العلوي، ولكن بالقرب من القلب يكون الشريان الرئوي أمام الشريان الأورطي.
2. تظهر أربع وسائد من الشغاف في الجزء القريب من الجذع الشرياني عند منطقة الصمامات شبه الهلالية المستقبلية. يتم وصف الطريقة التي ترتبط بها هذه الوسائد مع الحاجز الأبهر أدناه.
3. يتطور ثخان من الشغاف، الأمامي والخلفي، في الحبل البلعومي، حيث يتحدان لتشكيل حاجز قصير. يرتبط هذا الحاجز من الأعلى مع الحاجز الأبهر، ومن الأسفل مع الحاجز البطيني. ينمو الحاجز لأسفل نحو البطين بشكل مائل، ويمتزج في النهاية مع الحاجز البطيني بطريقة تجعل الحبل البلعومي متصلاً بالشريان الرئوي، والذي يتصل بدوره مع الزوج السادس من الأقواس الأبهرية. في المقابل، يتصل البطين الأيسر بالشريان الأورطي، الذي يتواصل مع الأقواس الأبهرية المتبقية.

## أهمية سريرية
إن الآلية الفعلية لفصل مجرى التدفق الخارجي ليست مفهومة بشكل جيد، ولكنها تُعرف كعملية ديناميكية تتضمن مساهمات من التفاعلات المقلصة، الديناميكية الدموية، وتفاعلية المصفوفة خارج الخلية. يمكن أن يؤدي اضطراب تنظيم الحاجز إلى حدوث حالات قلبية خلقية، مثل رباعية فالو، استمرار الجذع الشرياني، تبدل الشرايين الكبيرة، تضيق الشريان الأورطي، والاتصال الوريدي الرئوي غير الطبيعي.